# Myxobdella annandalei
Myxobdella annandalei ist der Name einer Art im Süßwasser lebender Blutegel aus der Ordnung der Kieferegel, der als Endoparasit in den Atemwegen bei Säugetieren wie auch beim Menschen Blut saugt. Er ist in großen Teilen Asiens verbreitet.

## Merkmale
Myxobdella annandalei erreicht Körperlängen von etwa 5,5 cm und Körperbreiten von rund 2,2 cm. Ein konserviertes 5,2 cm langes Exemplar war – im Bereich des 22. Segments – bis zu 2,2 cm breit und bis zu 1,1 cm dick, im Schlundbereich 3,5 mm breit, an der männlichen Geschlechtsöffnung 1,05 cm breit und 4 mm dick, wobei die männliche Geschlechtsöffnung 9 mm vom Vorderende betrug und der hintere Saugnapf einen Durchmesser von 1,65 cm hatte. Während das Vorderende des Egels schlank und leicht abgeflacht ist, ist der dorsal unregelmäßig gefaltete vordere Saugnapf von mittlerer Größe (zwischen der beim blutsaugenden Nasenegel und räuberischen Pferdeegel) und hat eine sehr bewegliche Randfalte, während die mittige Furche schwach entwickelt ist oder fehlt. Kennzeichnend für die Art ist eine kleine gerundete Papille, die vom geschwollenen Mundsegel, der Hinterwand des vorderen Saugnapfes, in dessen Hohlraum hineinragt und an ihrer Spitze die sehr kleine, dreigeteilte oder dreieckige Mundöffnung trägt. Die Segmentierung des Egels ist auch bei ausgewachsenen Exemplaren äußerlich erkennbar, da die Furchen zwischen den Segmenten tiefer sind als zwischen den äußeren Ringeln innerhalb eines Segments. Dabei weisen die Segmente des mittleren Körperabschnitts nicht durchgehend 5 äußere Ringel auf, da einige Furchen sehr flach sind oder ganz fehlen. Der Egel hat eine blassgraue Färbung und kann mehr oder weniger dicht mit schwarzen oder schwärzlichen Flecken gezeichnet sein.
Die Augen des Egels, die in fünf Augenpaaren auf dem 2. bis 6. Segment sitzen, sind klein und daher nur schwer erkennbar. Die sehr kleinen, weichen Kiefer sind in zwei Reihen (distichodont) mit wenigen, jeweils nur 3 bis 4 rudimentären Zähnen besetzt. Der Speichermagen (Kropf) hat pro Segment ein Paar wohl entwickelte Blindsäcke, wobei die letzten, die Postcaeca, deutlich verlängert sind. Zwischen der männlichen Geschlechtsöffnung im 11. Segment und der weiblichen im 12. Segment der zwittrigen Tiere liegen 5 Ringel. Die Vagina weist einen Blindsack auf. Das Clitellum ist bei größeren Tieren durch die gehärteten Körperwände mit ihrer verdickten Drüsenschicht gut erkennbar und erstreckt sich über 15 Ringel vom 10. bis 13. Segment.

## Verbreitung, Lebensraum und Lebensweise
Myxobdella annandalei ist in stehenden Binnengewässern von Indien bis China verbreitet. Er befällt die Nasenhöhlen von Menschen und unterschiedlichster Säugetiere, darunter Hausrind und Haushund.

## Lebenszyklus
Myxobdella annandalei ist wie alle Gürtelwürmer ein Zwitter. Die Paarung, bei der sich zwei Egel gegenseitig begatten, findet in einem Gewässer statt, wozu die Parasiten ihren Wirt verlassen müssen. Beide Partner bilden mithilfe des Clitellums einen Kokon und legen in diesen ihre Eier. Aus dem Kokon schlüpfen fertige kleine Egel, die auf die Gelegenheit warten, dass ein durstiges Säugetier kommt und seine Nase in das Gewässer taucht, um so zum Wirt dieses Parasiten zu werden.

## Systematik
Der japanische Zoologe Asajiro Oka wählte 1917, als er gleichzeitig die Gattung und die Art beschrieb, den Gattungsnamen Myxobdella „Schleim-Egel“ (altgriechisch μύξα mýxa „Schleim“ und βδέλλα bdélla „Egel“). Das Artepitheton annandalei bezieht sich auf den schottischen Zoologen Thomas Nelson Annandale (1876–1924), der insbesondere Entomologe und Herpetologe war, aber unter anderem auch 1913 in einem Artikel über die Fauna des See Genezareth die Egelart Erpobdella concolor beschrieb.